# Hettich (Unternehmen)
Die Hettich Unternehmensgruppe gehört zu den weltweit führenden Herstellern von Möbelbeschlägen. Der Hauptsitz des Unternehmens liegt in der ostwestfälischen Gemeinde Kirchlengern.
2024 arbeiteten 8600 Mitarbeiter weltweit für Hettich, davon 3600 in Deutschland.
Das Unternehmen ist mit eigenen Tochtergesellschaften in 24 Ländern vertreten. Hettich befindet sich zu 100 Prozent in Familienbesitz.

## Geschichte

### Gründung Metallgewerbe 1888
Karl Hettich gründete im Jahr 1888 ein Metallgewerbe in Schramberg (Schwarzwald) und entwickelte die sogenannte „Buckmaschine“ zum Biegen von Ankerhaken für Pendeluhren. Nach dem Tod des Firmengründers im Jahr 1894 führte zuerst seine Witwe und später der älteste Sohn Franz Hettich den Betrieb mit sechs Mitarbeitern weiter. Später erkannte Franz Hettich Marktchancen bei Scharnieren für kleine Uhrenkästen und entwickelte Produkte für dieses Segment. 1921 beteiligte Franz Hettich seine vier Brüder Paul, August, Ferdinand und Josef Hettich am Unternehmen.

1928 entwickelte August Hettich die erste vollautomatische Stangenscharniermaschine zur Produktion von Klavierbändern.

### Gründung in Herford 1930
1930 wurde in Herford, einem Zentrum der Möbelindustrie, die Paul Hettich GmbH gegründet. Mit sieben Mitarbeitern wurden Stangenscharniere für die Möbelindustrie produziert. 1933 wurde die Produktion von Holzschrauben aufgenommen und 1936 das Produktprogramm durch die Herstellung von Schrankrohren erweitert. Das 50-jährige Bestehen des Stammhauses im Schwarzwald wurde 1936 gefeiert. Die Belegschaft in Herford war auf 50 Mitarbeiter angewachsen.

Durch Bomben wurden am 24. November 1944 etwa 80 Prozent der Gebäude und ein großer Teil der Maschinen in Herford zerstört. In den letzten Kriegstagen verlor die Firma ihren Chef Paul Hettich. Der Prokurist Alfred Günter führte den Betrieb weiter. Nach dem Krieg wurde die Produktion 1945 mit 25 Mitarbeitern wieder aufgenommen.

### Wiederaufbau in Herford
Nach dem Erwerb der Firma ONI GmbH durch die Firma Paul Hettich & Co. zusammen mit dem Prokuristen Alfred Günter im Jahre 1953 wurden mit 13 Mitarbeitern Profilscharniere aus Messing und Leichtmetall produziert. Geschäftsführender Gesellschafter war Alfred Günter. 160 Mitarbeiter feierten 1955 das 25-jährige Bestehen des Unternehmens in Herford. Die Tochterfirma Kunststoff GmbH wurde 1958 in Herford zur Herstellung und zum Vertrieb von technischen Kunststoffspritzgussteilen, Ziergittern und -folien sowie SB-verpackte Beschläge gegründet. Helmut Hettich leitete das neue Unternehmen. 1959 übernahm die dritte Generation die Geschäftsführung, der Anton Hettich vorstand.

1959 wurde mit 200 Mitarbeitern ein Umsatz von 8 Mio. DM erzielt, die Firma Franz Hettich KG in Alpirsbach erreichte 14,5 Mio. DM Umsatz. Eine systematische Erweiterung des Produktionsprogramms und eigene Entwicklungen führten zu zahlreichen Patenten.

### Ausbau des Unternehmens
Im Jahr 1962 wurde ein Zweigbetrieb in Heppenheim errichtet. 1964 wurde das Industriegelände in Kirchlengern mit 35.000 m² erworben und bildete die Basis für eine Betriebsneuplanung. Zu diesem Zeitpunkt zählte der Betrieb 280 Mitarbeiter. Ab 1966 wurde der Hauptsitz des Unternehmens von Herford nach Kirchlengern verlegt. Das Werk in Herford wurde unter der Leitung von Siegfried Hettich weitergeführt.

Die Franke GmbH & Co. KG in Weilstetten wurde 1968 zusammen mit Alfred Günter erworben. Mit 85 Beschäftigten wurden Bettbeschläge, Verbindungs- und Konstruktionsbeschläge hergestellt. Hans-Dieter Günter, Sohn von Alfred Günter, wurde zusammen mit Anton Hettich Geschäftsführer der Paul Hettich & Co. 1970 wurde die Helmut Sundermeier GmbH in Bünde zur Erhöhung der Kapazität im Werkzeugbau gegründet. 1971 war die Belegschaft des Gesamtunternehmens auf 900 Mitarbeiter gewachsen.
Bei dem Schwesterunternehmen, das inzwischen den Namen ONI Günter & Co. führte, wurde 1973 die Produktgruppe Duschabtrennungen unter dem Markennamen Koralle aufgenommen. Die Hettich-Gruppe beschäftigte 1974 1100 Mitarbeiter und es folgte der Bau des Hochraumlagers und des Vertriebszentrums in Kirchlengern. Zudem entstanden Auslandsgesellschaften in Frankreich, Schweden, der Schweiz und den USA. Weltweit wurde in über 80 Länder exportiert. Die August Strothmann GmbH & Co. KG in Gütersloh wurde 1977 übernommen. Mit 90 Beschäftigten wurden unter der Geschäftsführung von Bernhard Hettich Außenbeschläge produziert.
1979 erfolgte die Gründung der Ewikon GmbH & Co. KG in Frankenberg (Eder) zur Herstellung von angusslosen Spritzgussteilen und der Erwerb einer Mehrheitsbeteiligung an der Richard Heinze GmbH & Co. KG in Herford, die später vollständig übernommen wurde. 1986 wurde die Hettich Beschläge GmbH & Co. als Vertriebsgesellschaft für Handel und Handwerk gegründet. In Australien, Kanada, Neuseeland, Spanien und England entstanden 1987 weitere Vertriebsgesellschaften. Die Dachmarke Hettich International wurde 1991 weltweit eingeführt. Im gleichen Jahr erfolgte die Gründung der japanischen Tochtergesellschaft.

### Konzentration auf das Kerngeschäft
1992 kam die Wende im Wachstum des Unternehmens, und es fand eine Konzentration auf die Kernkompetenz statt. Der Heinze-Spritzgussbetrieb und die Firma Koralle wurden verkauft. 1994 wurde ein Teil der Produktion nach Tschechien in eine dort gegründete Tochtergesellschaft verlagert. 1995 wurde das Unternehmen umstrukturiert und erhielt eine Holding-Struktur mit eigenständigen, dezentral organisierten Firmen. In 15 Ländern arbeiteten über 4000 Mitarbeiter für Hettich. Es folgte die Gründung von Tochtergesellschaften in Polen und Italien sowie der Start der Produktion in Russland. 1996 wurde die brasilianische Plastipar Industria, heute Hettich do Brazil, zugekauft und in die Hettich-Gruppe integriert. Außerdem wurde eine Produktionsstätte in China aufgebaut.

Im Jahr 2005 wurde das Logistikzentrum in Kirchlengern in Betrieb genommen. Nachdem 17 Jahre lang 55 Prozent der Anteile in fremden Händen lagen, führte Anton Hettich zusammen mit seinen beiden Söhnen Rainer und Andreas Hettich das Unternehmen 2005 wieder ganz in den Familienbesitz zurück.

2023 betrug der Umsatz der Hettich-Gruppe 1,3 Milliarden Euro und es waren weltweit rund 7700 Mitarbeiter für das Unternehmen tätig.
Hettich zählt zu seinen Kunden Unternehmen aus der ganzen Welt, wie z. B. American Woodmark, IKEA, Miele oder SieMatic.

## Auszeichnungen
- Red Dot Design Award in der Kategorie Innovative Products. (2024)[10]